# Torneio de Wimbledon de 2005
O Torneio de Wimbledon de 2005 foi um torneio de tênis disputado nas quadras de grama do All England Lawn Tennis and Croquet Club, no bairro de Wimbledon, em Londres, no Reino Unido, entre 20 de junho e 3 de julho. Corresponde à 38ª edição da era aberta e à 119ª de todos os tempos.

## Finais

### Profissional
| Categoria | Evento    | Campeã(s)(o/ões)            | Vice-campeã(s)(o/ões)               | Resultado            | Chave(s)  | Chave(s)       |
| --------- | --------- | --------------------------- | ----------------------------------- | -------------------- | --------- | -------------- |
| Simples   | Masculino | Roger Federer               | Andy Roddick                        | 6–2, 7–62, 6–4       | principal | qualificatório |
| Simples   | Feminino  | Venus Williams              | Lindsay Davenport                   | 4–6, 7–64, 9–7       | principal | qualificatório |
| Duplas    | Masculino | Stephen Huss Wesley Moodie  | Bob Bryan Mike Bryan                | 7–64, 6–3, 26–7, 6–3 | principal | qualificatório |
| Duplas    | Feminino  | Cara Black Liezel Huber     | Svetlana Kuznetsova Amélie Mauresmo | 6–2, 6–1             | principal | qualificatório |
| Duplas    | Misto     | Mahesh Bhupathi Mary Pierce | Paul Hanley Tatiana Perebiynis      | 6–4, 6–2             | principal | principal      |

### Juvenil
| Categoria | Evento    | Campeã(s)(o/ões)               | Vice-campeã(s)(o/ões)            | Resultado      | Chave(s)  | Chave(s)       |
| --------- | --------- | ------------------------------ | -------------------------------- | -------------- | --------- | -------------- |
| Simples   | Masculino | Jérémy Chardy                  | Robin Haase                      | 6–4, 6–3       | principal | qualificatório |
| Simples   | Feminino  | Agnieszka Radwańska            | Tamira Paszek                    | 6–3, 6–4       | principal | qualificatório |
| Duplas    | Masculino | Jesse Levine Michael Shabaz    | Samuel Groth Andrew Kennaugh     | 6–4, 6–1       | principal | principal      |
| Duplas    | Feminino  | Victoria Azarenka Ágnes Szávay | Marina Erakovic Monica Niculescu | 56–7, 6–2, 6–0 | principal | principal      |

### Cadeirante
| Categoria | Evento    | Campeã(s)(o/ões)                | Vice-campeã(s)(o/ões)    | Resultado      | Chave     |
| --------- | --------- | ------------------------------- | ------------------------ | -------------- | --------- |
| Duplas    | Masculino | Michaël Jeremiasz Jayant Mistry | David Hall Martin Legner | 4–6, 6–3, 7–66 | principal |